# Anekatte, Chiknayakanhalli
Anekatte là một làng thuộc tehsil Chiknayakanhalli, huyện Tumkur, bang Karnataka, Ấn Độ.